# 沃登號驅逐艦 (DD-16)
沃登號驅逐艦（舷號DD-16）是一艘隸屬於美國海軍的驅逐艦，為特魯斯頓級驅逐艦的三號艦。她是美軍第一艘以沃登為名的軍艦，以紀念美國內戰時於漢普頓錨地海戰指揮合眾國鐵甲艦的約翰·沃登（John Lorimer Worden）。
沃登號在1899年於馬利蘭鋼鐵造船廠（Maryland Steel）開始建造，在1901年下水，並在1903年服役。接著沃登號一直留在加勒比海及美國東岸執勤，並在1914年改為潛艇支援艦。1917年美國加入第一次世界大戰後，沃登號多次前往大西洋巡航，並掩護協約國商船。戰後沃登號在1919年退役除籍，並在1920年出售拆解。